# 이코마 지카요시
이코마 지카요시(일본어: 生駒親愛, 1818년 ~ 1839년)는 일본 에도 시대의 하타모토로, 야시마 이코마 가문의 10대 영주이다.
덴포 원년(1830년)에 선대 영주 이코마 지카노리가 은거하자 그 뒤를 이어 가문을 계승하였다. 덴포 10년(1839년)에 사망하였고, 이코마 지카미치가 그 뒤를 이었다.